# Na sever severozápadní linkou
Na sever severozápadní linkou (v anglickém originále North by Northwest) je americký filmový thriller z roku 1959. Jeho režisérem byl Alfred Hitchcock a v hlavních rolích se v něm představili Cary Grant a Eva Marie Saint vedle dalších. Film pojednává o reklamním agentovi Rogeru Thornhillovi, kterého si tajná služba splete s fiktivní osobou jménem George Kaplan. Hudbu k filmu složil americký hudební skladatel Bernard Herrmann.

## Obsazení
| Cary Grant           | Roger Thornhill  |
| Eva Marie Saint      | Eve Kendall      |
| James Mason          | Phillip Vandamm  |
| Jessie Royce Landis  | Clara Thornhill  |
| Leo G. Carroll       | profesor         |
| Josephine Hutchinson | paní Townsendová |
| Philip Ober          | Lester Townsend  |
| Martin Landau        | Leonard          |
| Adam Williams        | Valerian         |
| Edward Platt         | Victor Larrabee  |
| Robert Ellenstein    | Licht            |
| Les Tremayne         | dražitel         |
| Philip Coolidge      | doktor Cross     |
| Patrick McVey        | seržant Flamm    |
| Edward Binns         | kapitán Junket   |
| Ken Lynch            | Charlie          |